# San Lucas (EP)
San Lucas es el primer extended play del cantante y compositor mexicano Kevin Kaarl, fue lanzado el 7 de noviembre de 2019 de manera independiente. El álbum consta de 7 pistas originales escritas por Kaarl. Un sencillo fue lanzado como oficial acompañado de un videoclip; el tema «San Lucas» salió a la luz de manera simúltanea al EP.
El álbum sigue teniendo influencias musicales como la música folk; la banda estadounidense, The Lumineers sirvió como soporte de inspiración la cual dio un toque de estilo de música campirana, incorporando la música folclórica combinándola con el country.
Al respecto Kevin comentó; «Se me dio poco a poco conforme a mis álbumes y mis sencillos. Como en mis inicios lo único que tenía era una guitarra, mi voz y este estilo melancólico que salía de mí, simplemente fue saliendo y comencé a definir mi género y lo hice con folk campirano porque es el estilo que a mí me gusta» según en una entrevista para Diario Querétaro.
San Lucas alcanzó el lugar número 30 en las listas de México del Apple Music Chart, el número 56 de iTunes Chart en Chile, así como el número 112 en Guatemala y el 127 en Ecuador del Worlwide top álbumes de Spotify.

## Lista de canciones
| N.º   | Título                | Escritor(es)                   | Duración |  |
| 1.    | «Vete»                | Kevin Eduardo Hernández Carlos | 2:03     |  |
| 2.    | «San Lucas»           | Hernández Carlos               | 4:07     |  |
| 3.    | «Good times»          | Hernández Carlos               | 3:36     |  |
| 4.    | «Abrazado a ti»       | Hernández Carlos               | 3:35     |  |
| 5.    | «Cuando te vayas»     | Hernández Carlos               | 3:07     |  |
| 6.    | «Selfish pretty girl» | Hernández Carlos               | 3:28     |  |
| 7.    | «Tu si eres real»     | Hernández Carlos               | 3:30     |  |
| 23:26 |                       |                                |          |  |

## Listas

### Semanales
| País      | Lista                           | Mejor posición | Ref.  |
| --------- | ------------------------------- | -------------- | ----- |
| México    | Apple Music Chart (Apple Music) | 30             | [ 5 ] |
| Chile     | iTunes Chart (iTunes)           | 56             | [ 5 ] |
| Guatemala | Worlwide top álbumes (Spotify)  | 112            | [ 6 ] |
| Ecuador   | Worlwide top álbumes (Spotify)  | 127            | [ 6 ] |

## Historial de lanzamiento
| País   | Fecha                  | Formato(s)            | Sello                | Ref.  |
| ------ | ---------------------- | --------------------- | -------------------- | ----- |
| México | 7 de noviembre de 2019 | CD + Descarga digital | Música independiente | [ 7 ] |